# Hattenhofen (Baviera)
Hattenhofen è un comune tedesco di 1 394 abitanti, situato nel land della Baviera.